# Митров, Зоран
Зо́ран Ми́тров (рум. Zoran Mitrov; 29 января 2002, Тимишоара) — румынский футболист, полузащитник клуба «Ботошани».

## Клубная карьера
Зоран Митров родился 29 января 2002 года в Тимишоаре. Первые шаги в футболе он сделал в местной спортивной школе. Позже продолжил своё развитие в академии клуба «УТА», а затем получил возможность поиграть за молодёжную команду итальянского клуба «Сассуоло».
Вернувшись на родину в 2021 году, Митров подписал контракт с клубом «Рипенсия», выступающим во втором дивизионе чемпионата Румынии. В сезоне 2021/22 он провёл 23 матча и отметился двумя забитыми мячами. Спустя год перешёл в «Брашов», где его результативность возросла — в 15 матчах он записал на свой счёт четыре гола.
Летом 2023 года Митров подписал контракт с клубом высшего дивизиона — «Петролулом» из Плоешти. Его дебют в Лиге 1 состоялся 18 сентября 2023 года в матче против ЧФР. Однако закрепиться в составе ему не удалось, и он сыграл лишь три встречи за клуб.
В начале 2024 года перешёл в «Ботошани».

## Карьера в сборной
Зоран Митров дебютировал за молодёжную сборную Румынии 4 июня 2025 года в товарищеском матче против Грузии.
5 июня 2025 года был включен в окончательную заявку молодёжной сборной на молодёжный чемпионат Европы 2025.